# Comptosia paramonovi
Comptosia paramonovi är en tvåvingeart som beskrevs av Yeates 1991. Comptosia paramonovi ingår i släktet Comptosia och familjen svävflugor.
Artens utbredningsområde är Sydaustralien. Inga underarter finns listade i Catalogue of Life.